# فرودگاه شهرستان ترل
فرودگاه شهرستان ترل (به انگلیسی: Terrell County Airport) یک فرودگاه همگانی با کد یاتا 6R6 است که یک باند فرود آسفالت دارد و طول باند آن ۱۳۲۹ متر است. این فرودگاه در شهر سندرسون، تگزاس کشور ایالات متحده آمریکا قرار دارد و در ارتفاع ۷۰۸ متری از سطح دریا واقع شده است.